# Poritia lugubris
Poritia lugubris är en fjärilsart som beskrevs av John Nevill Eliot 1957. Poritia lugubris ingår i släktet Poritia och familjen juvelvingar. Inga underarter finns listade i Catalogue of Life.